# Koło
Koło ['kɔwɔ] (deutsch: Kolo, 1940–1941 Wartbrücken, 1941–1945 Warthbrücken) ist eine Stadt in Polen in der Woiwodschaft Großpolen an der Warthe.

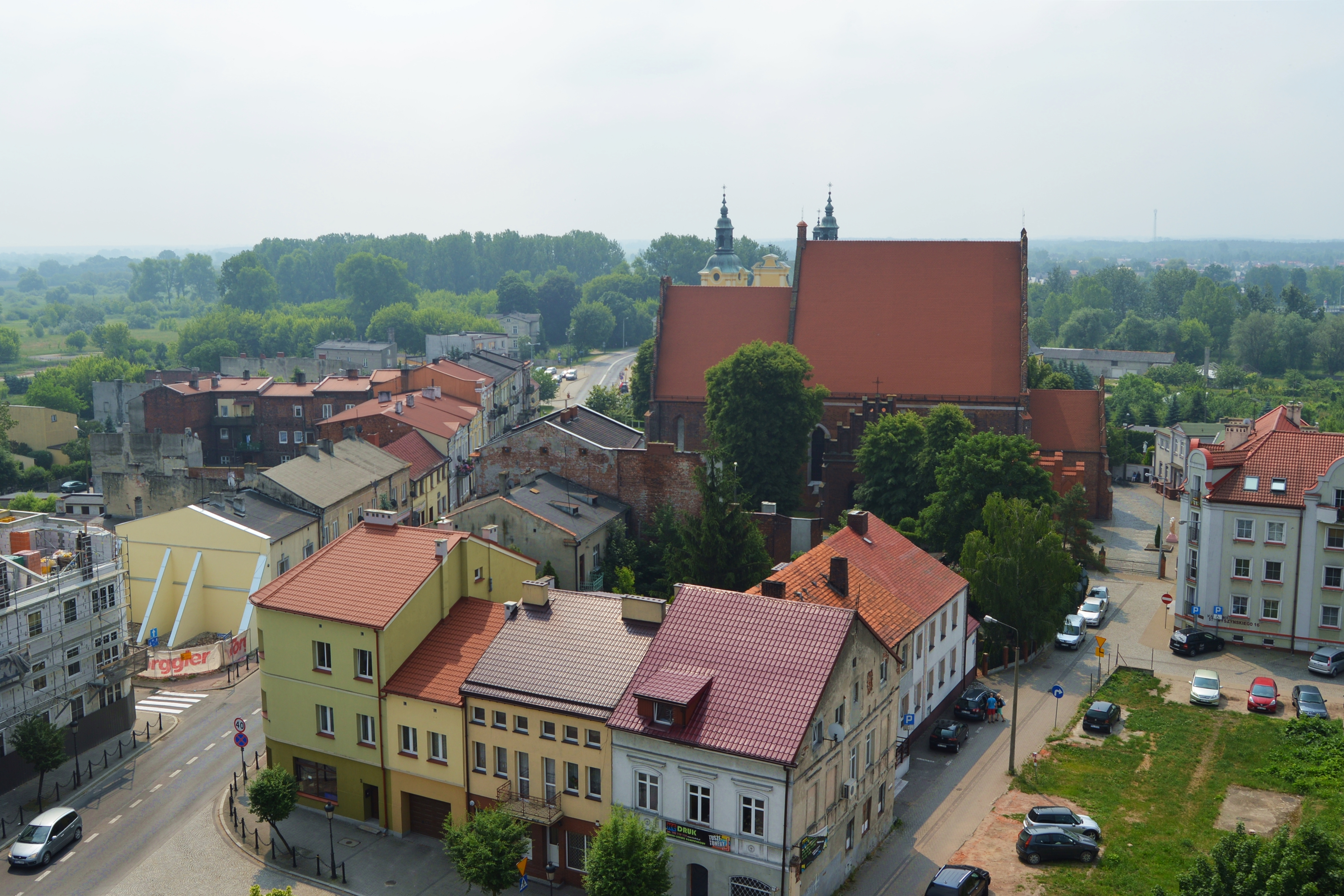
Altstadt von Koło

## Geografische Lage
Koło liegt in der Woiwodschaft Großpolen im Powiat Kolski am Fluss Warthe. Der Ort liegt etwa 130 km östlich von Posen, 180 km westlich von Warschau und 90 km nordwestlich von Łódź.

## Geschichte
Die erste feste Siedlung an der Stelle des heutigen Koło entstand vermutlich im 13. Jahrhundert. Das Stadtrecht erhielt der Ort 1362 unter dem Namen Colo. Die Stadt besaß keine Stadtmauer, da sie durch ihre Lage an der Warthe bereits gut geschützt war. Allerdings besaß der Ort zwei Stadttore. 1410 war der Ort ein Treffpunkt der Großpolnischen Ritter, welche gegen den Deutschen Orden in den Krieg zogen. 1452 traf Kasimir IV. hier Vertreter der Preußen.
Während des 15. Jahrhunderts war Koło Sitz des Großpolnischen Parlamentes und blieb dies bis 1716. Während dieser Zeit entwickelte sich der Ort zu einem Zentrum des Handels und Handwerks. Der Vorort Zduny der Stadt entstand während des 16. Jahrhunderts am rechten Ufer der Warthe und erhielt 1559 eine eigene Verwaltung. Im 17. Jahrhundert wurde der Ort mehrfach zerstört, 1622 durch Lisowczyk-Truppen und 1655 durch die Schweden. Ende des 17. Jahrhunderts wurde die Stadt Teil der Woiwodschaft Kalisz.
Im Jahr 1793 wurde die Stadt Teil Preußens. 1807 wurde Koło dann Teil des Herzogtums Warschau und 1815 Teil Kongresspolens. 1842 errichtete Josef Freudenreich eine Steingutfabrik. 1867 wurde die Stadt Sitz eines eigenen Powiats. Nach dem Ersten Weltkrieg wurde ein Eisenbahnanschluss nach Warschau und Posen eingerichtet. 1938 wurde der Ort Teil der Woiwodschaft Posen. Während der Zeit des Zweiten Weltkrieges wurde im Ort ein Ghetto für Juden eingerichtet und die Stadt wurde Verwaltungsmittelpunkt eines deutschen Landkreises im Reichsgau Wartheland. Am 20. Januar 1945 eroberte die Rote Armee den Ort nach schweren Gefechten.
In den Jahren 1945 und 1979 fanden Eingemeindungen von umliegenden Gemeinden statt. 1975 verlor der Ort seinen Sitz als Powiat und wurde gleichzeitig Teil der Woiwodschaft Konin, erhielt ihn aber 1999 bei einer erneuten Gebietsreform zurück.

## Einwohnerentwicklung
| Jahr | Einwohnerzahl |
| ---- | ------------- |
| 1980 | 19.600        |
| 1992 | 23.581        |
| 2000 | 24.518        |
| 2006 | 23.034        |

## Industrie
Den bedeutendsten Industriezweig in Koło stellt die Lebensmittelindustrie dar. U. a. ist hier seit 1974 einer der größten Betriebe der polnischen Fleischindustrie beheimatet. Auf internationaler Ebene werden in Koło Schleifmittel, Bandsägen und Badkeramiken produziert.

## Kultur und Sehenswürdigkeiten
- Das Rathaus von Koło wurde vermutlich in der ersten Hälfte des 16. Jahrhunderts im gotischen Stil errichtet und mehrmals umgebaut und erweitert, zuletzt von 1835 bis 1837 im klassizistischen Stil nach den Plänen des Architekten Enrico Marconi. Der 1987 eingestürzte gotische Turm wurde bis 2003 rekonstruiert.
- Ruine der gotischen Burg aus dem 14. Jahrhundert
- Kirche der Erhöhung des Heiligen Kreuzes aus dem 15. Jahrhundert
- Kirche Mariä Heimsuchung und Bernadinerkloster, erbaut im 18. Jahrhundert im barocken Stil
- Kapelle der Verklärung, erbaut Anfang des 20. Jahrhunderts im neugotischen Stil
- Evangelische Kirche der Göttlichen Vorsehung, erbaut von 1882 bis 1883 im neugotischen Stil

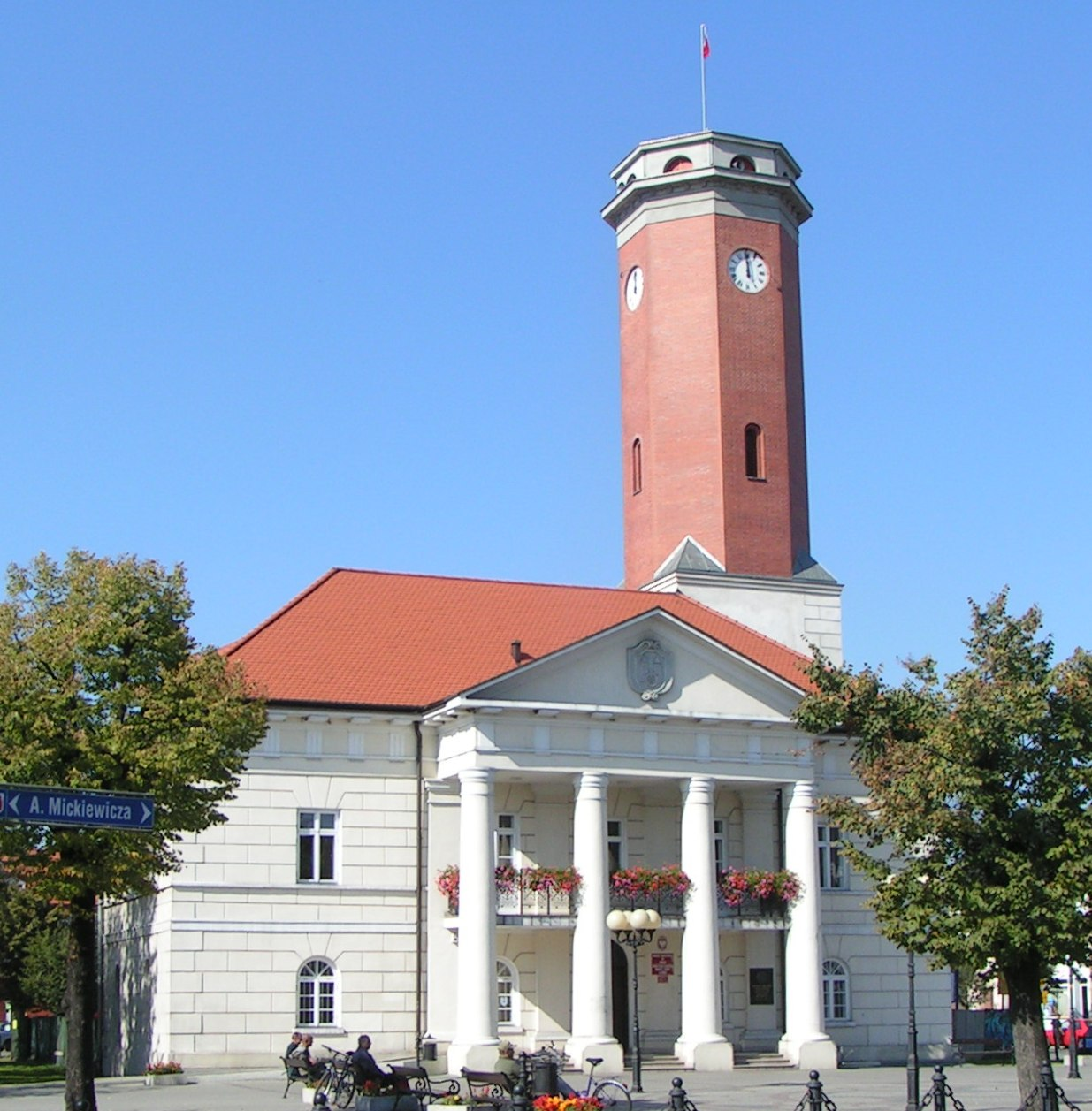
Rathaus von Koło
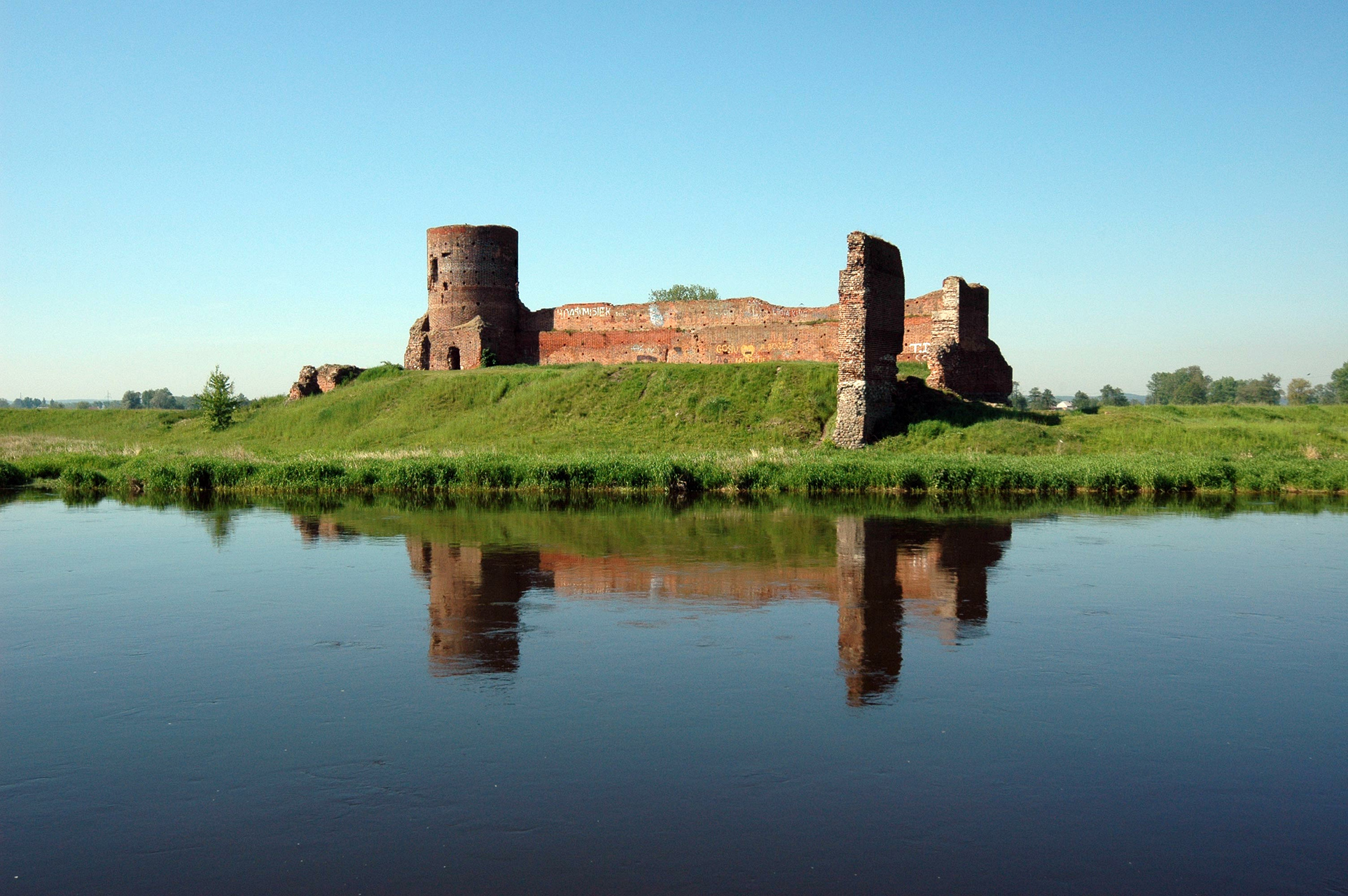
Burgruine
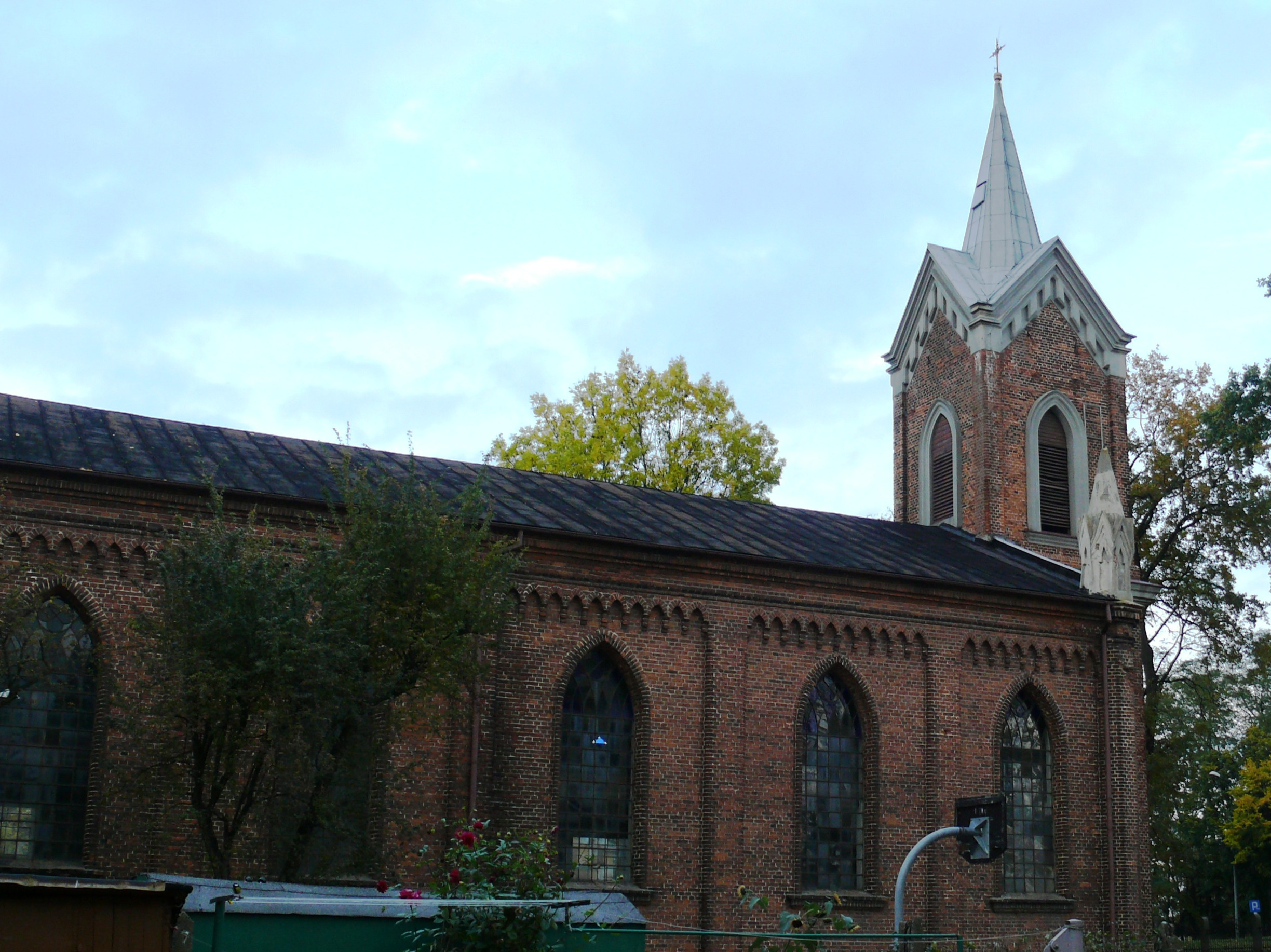
Evangelische Kirche
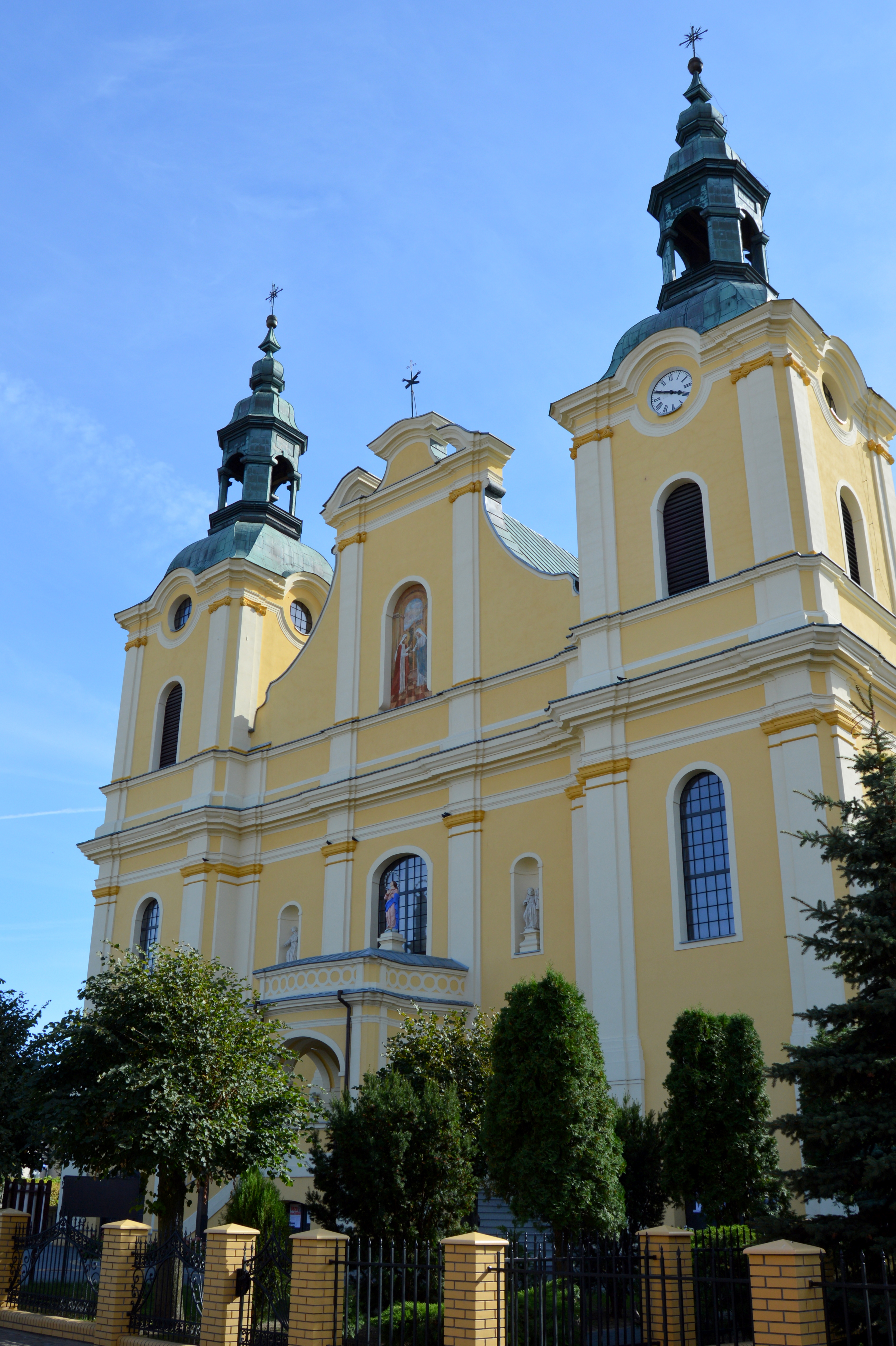
Kirche Mariä Heimsuchung und Bernhardinerkloster
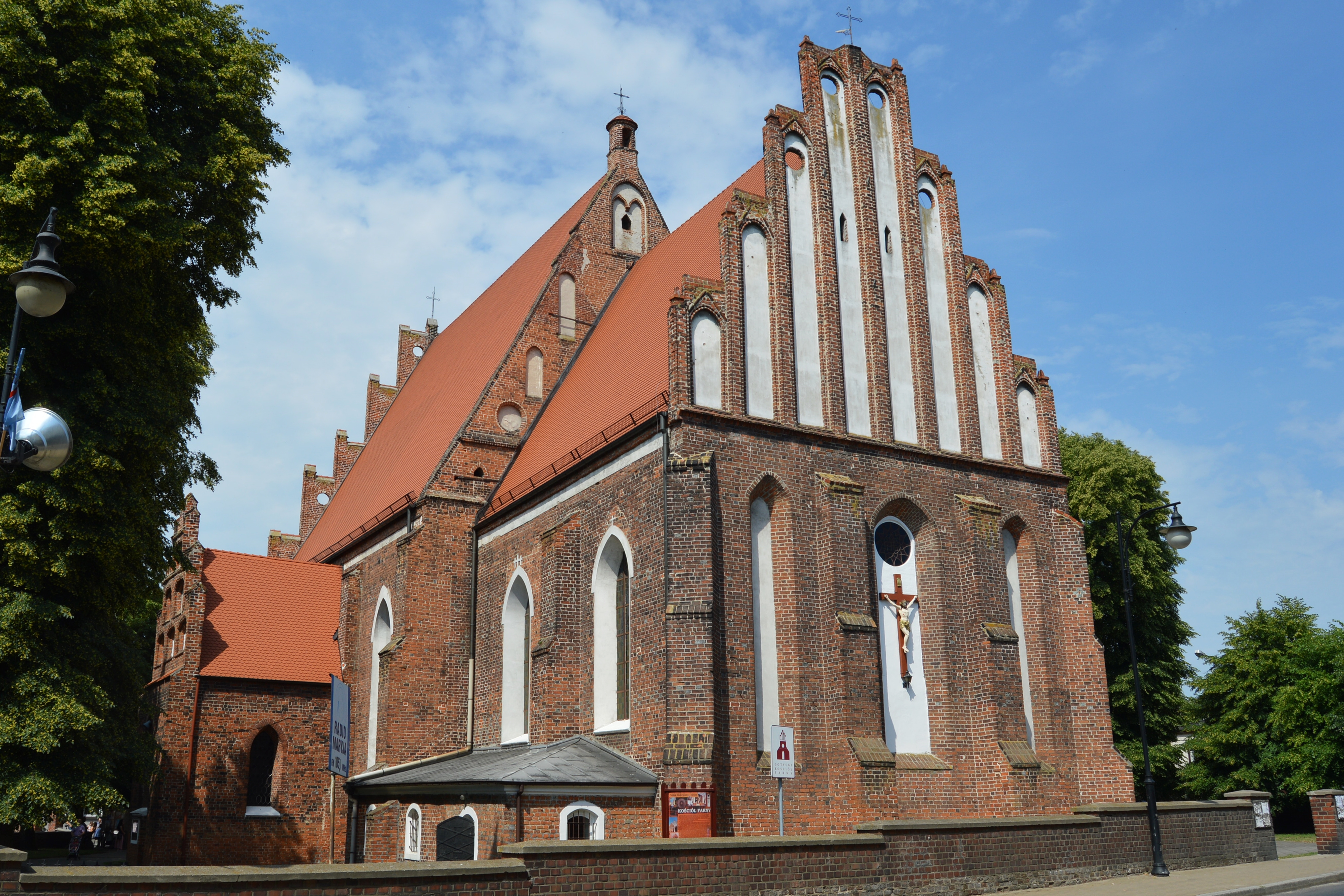
Kirche der Erhöhung des Heiligen Kreuzes
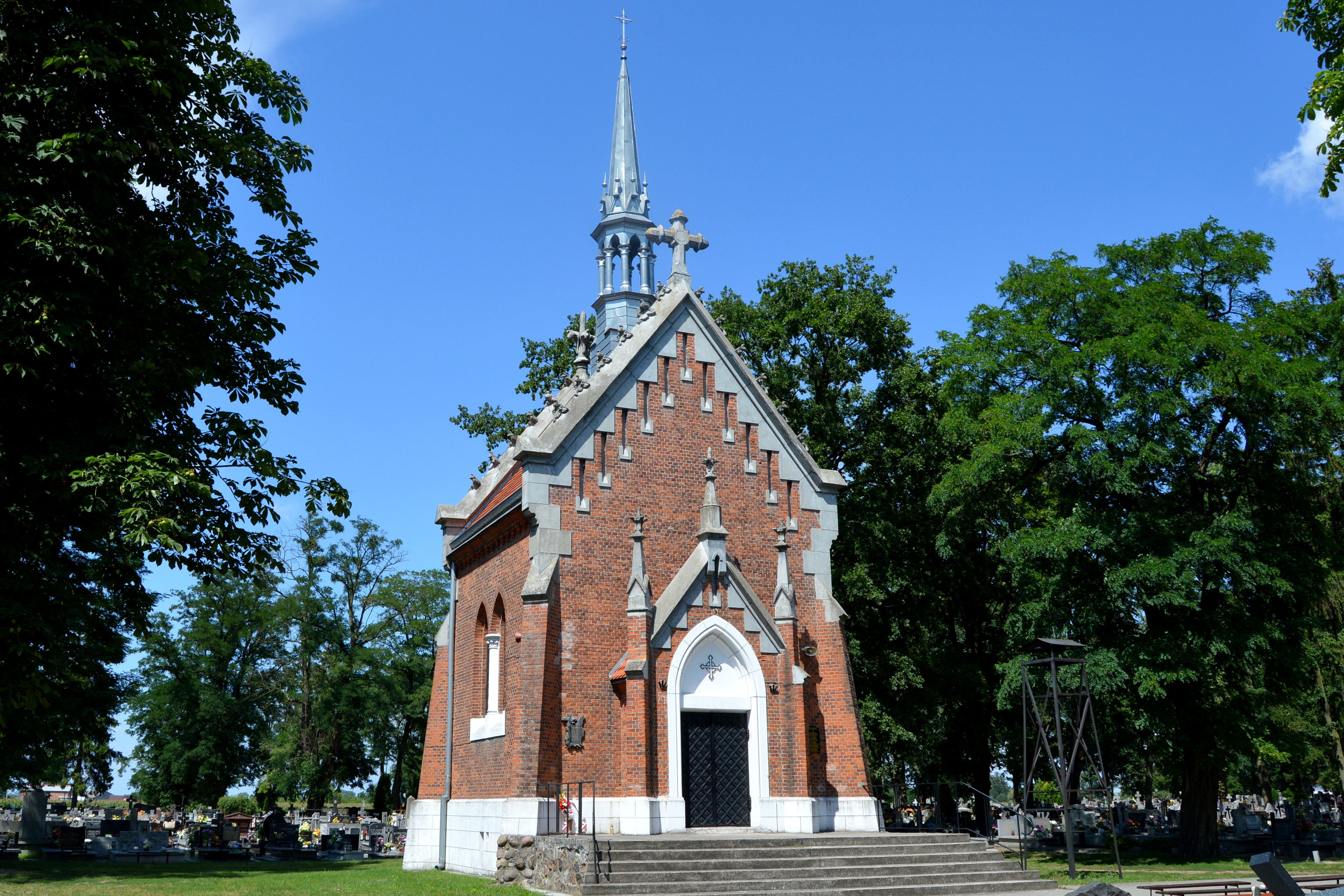
Kapelle der Verklärung
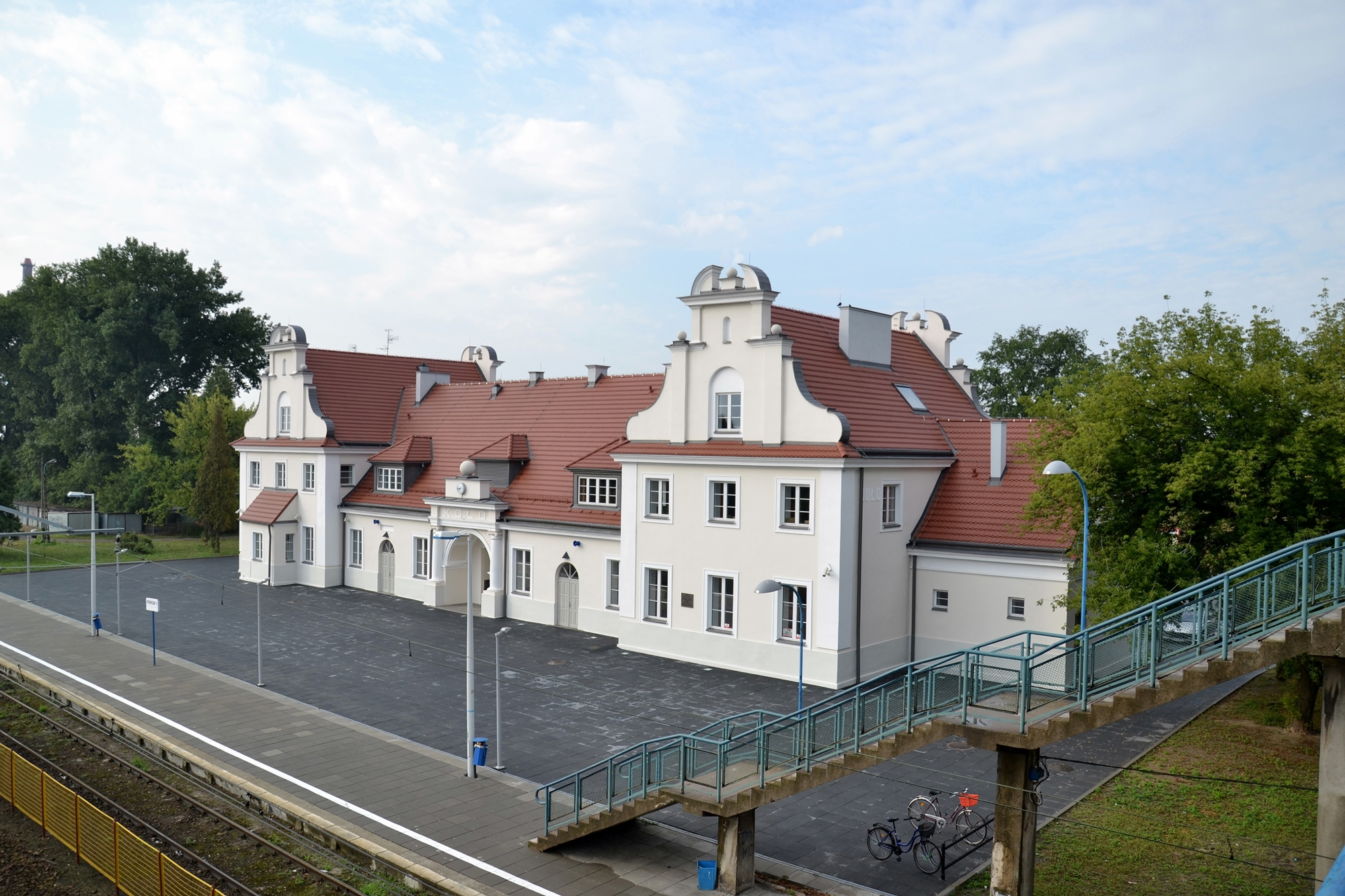
Bahnhof Koło

## Sport
Es gibt einen Fußballverein Olimpia, der 1920 gegründet wurde. Weiterhin gibt es den Sportverein Sokół (deutsch „Falke“).

## Landgemeinde
Die Landgemeinde Koło, zu der die Stadtgemeinde Koło selbst nicht gehört, hat 7855 Einwohner (Stand 31. Dezember 2020) und eine Fläche von 102 km².

## Söhne und Töchter der Stadt
- Christopher Sommerkorn (1943–2010), deutscher Musiker, Mitglied des Duos Christopher & Michael, später Produzent von Radio- und Fernsehbeiträgen.
- Ryszard Przybysz (1950–2002), polnischer Handballspieler
- Jan Pusty (* 1952), polnischer Leichtathlet
- Roman Kotliński (* 1967), polnischer Politiker, Autor, Verleger und ehemaliger katholischer Pfarrer
- Tomasz Kos (* 1974), polnischer Fußballspieler.
- Przemysław Czarnek (* 1977), polnischer Politiker